# Barrio Costa Oeste
Barrio Costa Oeste es una localidad argentina ubicada en municipio de Allen, en el departamento General Roca de la provincia de Río Negro. Se encuentra en la margen izquierda del río Negro, 2 km al sur de la Ruta Nacional 22, y a 6 km al sur de Allen, ciudad de la cual depende. 
La localidad cuenta con red de gas natural desde el año 2013. En la zona hay empresas realizando exploraciones de gas mediante la técnica de fracking. Cuenta con un centro de salud.
El barrio cuenta con la escuela primaria 342°
El barrio es adyacente a la Isla 16 donde se ubican el balneario municipal de Allen.

## Población
Contó con 834 habitantes (Indec, 2010), lo que representó un incremento del 16% frente a los 716 habitantes (Indec, 2001) del censo anterior.
El censo 2022 registró una población de 1141 habitantes que se repartieron entre 568 hombres y 573 mujeres. Sin embargo, las cifras obtenidas fueron estimativas solo teniendo en cuenta a la población en viviendas particulares; es decir, excluyendo del dato a la población institucional y las personas sin hogar. Gracias a este censo también fue posible conocer su densidad y tamaño urbano.
| Gráfica de evolución demográfica de Barrio Costa Oeste entre 1991 y 2022 |
|                                                                          |
| Fuente: Censos nacionales del INDEC                                      |